# Heves
Heves es una pequeña ciudad en el este de Hungría. Aproximadamente 100 km al este de Budapest, Heves se encuentra en el extremo norte de la Gran Llanura Húngara, justo al sur de las colinas de Mátra y Bükk y al oeste del río Tisza. Heves dio su nombre al condado de Heves; sin embargo, no es su capital y es la cuarta ciudad más grande del condado. La ciudad importante más cercana es Eger, la capital del condado, unos 40 km al norte. Heves es un importante centro de transporte para las ciudades y zonas agrícolas del sur del condado.

## Demografía
Heves tiene una población de 9 863 habitantes (2024). Además de la mayoría étnica húngara, hay una considerable población romaní.

## Economía
Las principales fuentes de empleo en Heves son las ocupaciones agrícolas y del sector servicios.

## Transporte
Heves cuenta con una moderna estación de autobuses cerca del centro de la ciudad. La ciudad también cuenta con una pequeña estación de tren a 1 km del centro de la ciudad. Heves se encuentra en una pequeña línea de tren (kis piros) que conecta con las líneas principales en Kál-Kápolna al norte y Kisújszállás al sur.

## Educación
Heves cuenta con una escuela de música, un hogar infantil y un instituto (Eötvös József Középiskola). El instituto alberga a más de 1 000 estudiantes y es ampliamente conocido por su academia de policía. Cada año, el instituto da la bienvenida a un profesor de inglés de un país angloparlante para que se incorpore al profesorado durante el curso escolar.

## Cultura
El pueblo acoge un mercado al aire libre todos los miércoles y sábados por la mañana. Heves es famoso por sus sandías y celebra su festival cada agosto.

## Monumentos
El centro de la ciudad es un parque pintoresco con un paseo bordeado de castaños, un mirador, una fuente y numerosas estatuas. Un museo municipal y una iglesia católica del siglo XIX se alzan en extremos opuestos del parque. Un segundo museo (Sakkmúzeum), uno de los pocos museos de ajedrez del mundo, se encuentra cerca del parque. Otras opciones recreativas en Heves incluyen un baño termal y un centro comunitario que también funciona como teatro (Kultúrház)
Otras instituciones cívicas importantes en Heves incluyen el ayuntamiento, una biblioteca municipal y una cooperativa de artesanía y arte popular.

## Ciudades hermanadas
Heves está hermanada con:
- Breganze, Italia
- Ciumani, Rumanía
- Miercurea Ciuc, Rumanía
- Sulejów, Polonia
- Tornaľa, Eslovaquia

## Personas notables
- Lajos Hevesi (1843-1910), periodista y autor
- Antal Stevanecz (1861-1921), profesor y escritor esloveno